# 基特里
基特里（英語：Kittery）是美国缅因州約克縣的一个城镇，是一个旅游目的地和暢貨中心。